# عاملیت
در علوم اجتماعی عاملیت ظرفیت اشخاص برای کنش اجتماعی مستقل و ساخت انتخاب‌های آزاد خود می‌باشد. در مقابل، ساختارها عوامل مؤثری نظیر طبقه اجتماعی، دین، جنسیت، قومیت و …) هستند که عامل و تصمیماتش را تعیین یا محدود می‌کنند. به بیان دیگر عاملیت یک شخص به معنای قابلیت یا توانمندی مستقل یک شخص برای کنش بر اساس اراده خودش می‌باشد. تفاوت نسبی در تأثیرات ساختار و عاملیت مورد بحث است و مشخص نیست تا چه حد کنش‌های اشخاص توسط نظام اجتماعی محدود می‌شود.